# Чангчуен
Чангчуен (кин: 长春, Chángchūn) је највећи и главни град покрајине Ђилин која се налази на северу Народне Републике Кине. Према процени из 2012. године, у граду је живело 2.931.941 становника.

## Становништво
Према процени, у граду је 2009. живело 2.750.684 становника.
| 1990.     | 2000.     | 2009.     |
| --------- | --------- | --------- |
| 1.669.944 | 2.234.000 | 2.750.684 |

## Партнерски градови
- Нови Сад